# Puxley
Puxley är en by i Northamptonshire i England. Byn är belägen 10 km 
från Towcester. Orten har 11 invånare (2009). Byn nämndes i Domedagsboken (Domesday Book) år 1086, och kallades då Pocheslai/Pocheslei.